# Andrea Argoli
Pour les articles homonymes, voir Argoli.
Andrea Argoli (Tagliacozzo, 1570 - Padoue, 27 septembre 1659) est un mathématicien italien.

## Biographie
Andrea Argoli étudia la philosophie, la médecine et l'astrologie. Il enseigna les mathématiques à « La Sapienza » à Rome de 1622 à 1627. Ses ennemis tirèrent avantage de sa faiblesse pour le persécuter, et il fut obligé de se retirer à Venise, où le Sénat lui fit un accueil honorable, lui fournit des instruments pour ses observations, et le nomma professeur de mathématiques à l'université de Padoue en 1632.
Vers 1640, il fut fait chevalier de Saint-Marc, et mourut en 1653 à l'âge de 81 ans.

## Publications
- Tabulæ Primi Mobilis, Rome, 1610.

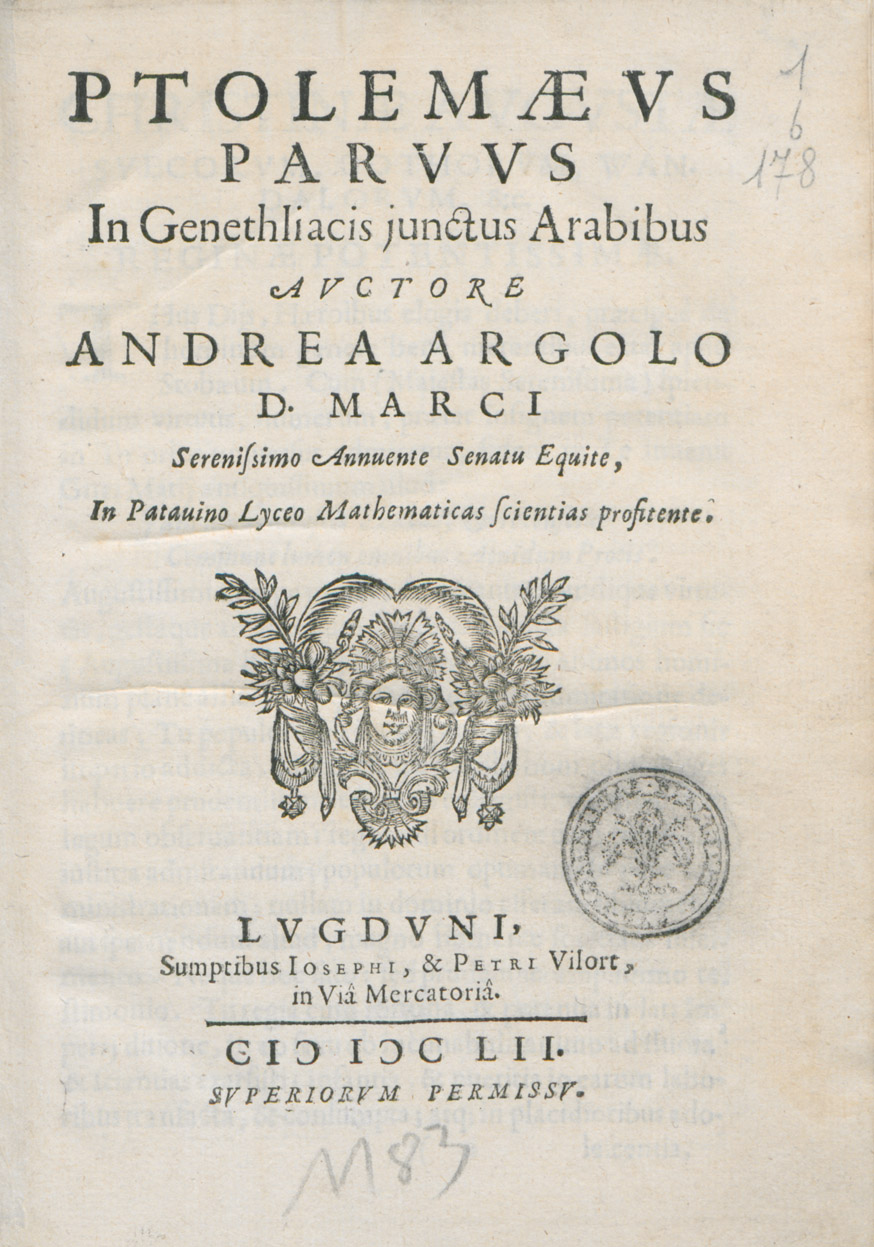
Ptolemaeus parvus, 1652.

- Secundorum Mobilium Tabulæ, Padoue, 1634.
- Primi mobilis Tabulæ, Padoue, 2 vol. in-4°, 1644, avec le portrait de l'auteur.
- Pandosium Sphæricum, Padoue, 1644.
  - (la) Pandosion sphaericum, Padoue, Paolo Frambotto, 1653 (lire en ligne)
- (la) Exactissimae caelestium motuum ephemerides ad longitudinem almae urbis et Tychonis Brahe hypotheses, ac deductas e caelo accurate observationes ab anno 1641 ad annum 1700, Padoue, Paolo Frambotto, 1648 (lire en ligne)
  - Ephemerides exactissimae caelestium motuum ad longitudinem Almae Urbis, et Tychonis Brahe hypoteses, ad deductas è Coelo accuratè observationes Ab Anno MDCXLI ad Annum MDCC. Lugduni, J.A. Huguetan, 1659, 2 vols. Ces éphémérides couvrent les années 1641 à 1670. En tête du premier volume se trouve également son Astronomicorum, dans lequel Argoli propose son propre système géocentrique du monde.
- De Diebus criticis, Astronomicorum lib. manus, problemata astronomica, Padoue, 1652.
- (la) Ptolemaeus parvus, Lyon, Joseph Vilort & Pierre Vilort, 1652 (lire en ligne)
- (la) Brevis dissertatio de cometa, Padoue, Paolo Frambotto, 1653 (lire en ligne)

## Source
- « Andrea Argoli », dans Louis-Gabriel Michaud, Biographie universelle ancienne et moderne : histoire par ordre alphabétique de la vie publique et privée de tous les hommes avec la collaboration de plus de 300 savants et littérateurs français ou étrangers, 2e édition, 1843-1865 [détail de l’édition]